# Cuatro Días de Nápoles
Los Cuatro días de Nápoles (en italiano, Le Quattro Giornate di Napoli) (27 - 30 de septiembre de 1943) fue un episodio histórico de insurrección popular que ocurrió en la Segunda Guerra Mundial, y que logró liberar la ciudad de Nápoles, en el Reino de Italia, de la ocupación nazi-fascista.
Nápoles fue la primera, entre las grandes ciudades europeas, en sublevarse con éxito contra la ocupación nazi. La insurrección impidió a los alemanes el plan de deportación masiva organizado por el Coronel Schöll y la destrucción de la ciudad antes de la retirada ordenada por Hitler.
Además, debido a la insurrección, los alemanes se retiraron el 27 de septiembre de Foggia, Manfredonia y Ceriñola.

## Reconocimientos
Por estos acontecimientos la ciudad fue condecorada con la medalla de oro al valor militar, por los sacrificios de la población y por las actividades en la Resistencia antifascista.
A los Cuatro Días de Nápoles ha sido dedicada la plaza Quattro Giornate en el barrio de Vomero, donde empezó la lucha armada de la población y se produjeron muchos de los enfrentamientos de los cuatro días. En la misma plaza fue construida en 2001 la parada "Quattro Giornate" de la línea 1 del Metro de Nápoles.
A la rebelión de los Cuatro Días han sido dedicados tres películas: la primera, 'O sole mio, hecha por Giacomo Genilomo en el 1945, la segunda titulada Le quattro giornate di Napoli, hecha por Nanni Loy en 1962, y más recientemente, Bruciate Napoli, hecha por Arnaldo Delehaye en 2016.
El episodio histórico ha sido también reconstruido en el final de la película Tutti a casa (1960) de Luigi Comencini y en el musical Quando a Napoli cadevano le bombe (2009) de Aldo De Gioia.